# Шпак-куцохвіст кенійський
Шпак-куцохвіст кенійський (Poeoptera femoralis) — вид горобцеподібних птахів родини шпакових (Sturnidae). Мешкає в Кенії і Танзанії. Вид названий на честь американського дослідника Вільяма Луїса Аббота.

## Опис
Кенійські шпаки-куцохвости є одними з наменших представникін родини шпакових, досягаючи довжини 16-18 см. Голови і груди у них чорні, нижні частини тіла білі, очі жовті.

## Поширення і екологія
Кенійські шпаки-куцохвости мешкають на схилах гір Кенія, Абердер, Чулу і Таїта в Кенії та на схилах гір Кіліманджаро, Меру і Кіндороко в Танзанії. Вони живуть в кронах гірських тропічних лісів на висоті від 1800 до 2600 м над рівнем моря.

## Збереження
МСОП класифікує цей вид як вразливий. За оцінками дослідників, популяція кенійських шпаків-куцохвостів становить від 3500 до 15000 птахів. Їм загрожує знищення природного середовища.